# موسد (الرضمة)
موسد هي إحدى قرى عزلة يحير بمديرية الرضمة التابعة لمحافظة إب، بلغ تعداد سكانها 792 نسمة حسب تعداد اليمن لعام 2004.
ومن أبرز معالمها الملعب الرسمي لعزلة يحير الذي يسمى ملعب موسد لكرة القدم والذي يتم فيه لعب دوري يحير الرياضي الذي يشارك فيه 14 فريق رياضي من أبناء العزلة، ويقام الدوري في فصل الشتاء من كل عام 